# Corte (cine)
En el proceso de posproducción de montaje y edición de vídeo, un corte es un cambio abrupto, pero por lo general trivial, en una secuencia fílmica que pasa de una secuencia a otra. Es sinónimo del término de edición, aunque "editar" puede implicar cualquier número de transiciones o efectos. El corte, el disolver y el limpiar son las tres transiciones principales. El término se refiere a la acción física de corte de película o cinta de vídeo, pero también se refiere a una edición similar realizada en el software, y también se ha asociado con el "break" visual resultante.

## Historia
Debido a la corta duración de las primeras película de cine, el empalme era necesario para unir juntos segmentos en formato largo. Los directores del género real no lo usaban, con el fin de grabar durante largos periodos de tiempo. Los directores narrativos, en cambio, prefirieron el rodaje de longitudes más cortas, la edición de imágenes, y juntarlos en una grabación. En cualquier caso, la película se corta (y posteriormente se unen los segmentos de corte) con el fin de eliminar el exceso de material de archivo, centrando la atención en los elementos significativos.
El corte ha mantenido su propósito de esos días, con usos alternativos que surgen para lograr efectos especiales.

## "¡Corte!"
Para indicar el final de la captura en el rodaje de una película, el comando "¡Corte!" lo emite principalmente el director, al reparto y el equipo. Es de mala educación para que otros puedan gritar "¡Corten!" sin una razón excepcional. Los errores son tomados de nuevo durante la misma toma, si es posible. Por el contrario, un "¡Rollo!" es la señal que ordena el comienzo del rodaje. 
En medio de estos comandos y el material de archivo real que se capturen, varios elementos (la claqueta), acciones preparatorias (extras, efectos u otros elementos costosos), y "¡Acción!", otra señal del director, también se registran. Estos se editan a cabo con el fin de efectuar una presentación sin fisuras.

## El corte adecuado
En la práctica, el corte no rompe la suspensión de la incredulidad necesaria para mantener al público comprometido con la narrativa o el programa. El corte representa una transición continua en el establecimiento y en el tiempo - a su vez, el disolver y el limpiar respectivamente identifican los cambios en el tiempo y el entorno. En muchos casos, los cortes también se utilizan en lugar de se disuelve o limpiar para cambios de menor importancia, o de modificar detalles insignificantes de distancia con el fin de mantener el ritmo. El uso del corte de esta manera se ajusta a los objetivos de la edición de continuidad, lo que pone menos énfasis en la presencia del equipo de filmación.
Los cortes sirven como transiciones entre los ángulos de cámara, entre el plano general y el plano medio. Las imágenes de un personaje en movimiento pueden ser capturados desde múltiples ángulos en vez de usar el travelling, ya sea por razones estéticas o para reducir el riesgo de dañar la cámara en movimiento.
Los cortes se utilizan a menudo en las secciones de diálogo para que el director puede emplear los primeros planos y sin movimientos innecesarios (y visualmente perturbadores) de la cámara. Tales cortes por lo general siguen la regla de 180 grados, donde los ángulos de la cámara se mantienen en el mismo lado de una frontera imaginaria trazada entre los sujetos.
En una configuración de múltiples cámaras de televisión, los cortes se realizan en la mesa de mezclas de vídeo por el director técnico con sólo seleccionar una fuente diferente. En la cámara o en la película de configuraciones individuales, los cortes son realizados por el editor utilizando un sistema de edición lineal o no lineal. La película todavía se puede cortar y empalmar, pero los sistemas de edición de hoy se han vuelto "destructivo" contra lo innecesario. En su lugar, se identifican los puntos de edición en el que el sistema duplica las fuentes de imágenes en el carrete maestro.

## Variaciones
- Un Edición dividida es cuando el vídeo y el audio se editan de forma asincrónica. Por ejemplo, el sonido de acercarse a los coches en una foto de interior alerta al espectador de que la siguiente escena lo más probable es que se involucre el tráfico o tener lugar fuera.
- Un corte de salto es un corte, en el entorno y el marco de tiempo de una escena, donde la continuidad se rompe visiblemente. Aunque es un error en muchos casos, también se puede utilizar para el efecto dramático. No se debe confundir con un corte utilizado cuando disolver o limpiar sería (tal vez más) apropiado.
- Un recorte es cuando se toma ajena a una escena que se superpone, interrumpiendo la narración visual, pero tal vez la representación de algunas medidas importantes que tienen lugar simultáneamente, o una acción que se hace referencia en el diálogo. Los recortes de audio son mucho menos comunes, ya que no logran el mismo efecto.
- Un corte transversal es similar a un corte utilizado en el diálogo, pero donde los sujetos no están necesariamente en el mismo escenario (o incluso en el mismo marco de tiempo). Se establece la misma relación íntima como un corte de diálogo.
- Un corte de continuidad, al igual que el corte transversal, conecta entre sí a dos escenas que visualmente se parecen entre sí, o al contrario.
- Un corte en acción se refiere a un corte que conecta entre sí a dos escenas de composición similar. Por ejemplo, el inminente disparo de un gatillo de la pistola puede, antes de dar en el blanco, agujerear a un corcho de champán.